# 868
868 (DCCCLXVIII) je bilo prestopno leto, ki se je po julijanskem koledarju začelo na četrtek.

## Dogodki
- 1. januar

## Smrti
- Al-Džahiz, arabski učenjak mutazilitske teološke šole, (* okoli 776)